# ویلیام دیچ
ویلیام دیچ (انگلیسی: Guillaume Dietsch؛ زادهٔ ۱۷ آوریل ۲۰۰۱) بازیکن فوتبال اهل فرانسه است.
از باشگاه‌هایی که در آن بازی کرده‌است می‌توان به باشگاه فوتبال سرن یونایتد و باشگاه فوتبال متس اشاره کرد.
وی همچنین در تیم‌های ملی فوتبال France national under-16 football team، زیر ۱۸ سال فرانسه، زیر ۱۹ سال فرانسه، و زیر ۲۱ سال فرانسه بازی کرده‌است.